# Juan Morales
Juan de Dios Morales Ávila (nascido em 19 de maio de 1949) é um ex-ciclista colombiano.

## Carreira olímpica
Competiu representando a Colômbia no ciclismo nos Jogos Olímpicos de Verão de 1972.